# 神戸村 (鳥取県)
神戸村（かんどそん）は、鳥取県気高郡にあった自治体である。

## 概要
現在の鳥取市上砂見・中砂見・下砂見・岩坪に当たる。千代川支流の砂見川に沿って展開する細長い山峡に位置した。
村名は、かつてこの地方の古名を「神戸の郷」と称したことによる。
村内には上砂見に大和佐美命神社が、岩坪には岩坪神社があり、その獅子舞が県無形民俗文化財に指定され、また中砂見大湯棚の木造麒麟獅子頭が県保護文化財に指定された。
1949年（昭和24年）5月11日15時40分、子供の火遊びから出火して中砂見大湯棚の23戸中、22戸を全焼した。この火災では災害救助法が制定されて以来、鳥取県における第一号の適用を受け、家屋の移転や道路の拡張およびこれを契機として簡易水道新設や防火用貯水池の設置が行われた。

## 沿革
- 1918年（大正7年）1月1日 - 岩坪村と砂見村が合併して神戸村が発足。役場位置を大字上砂見字大門土居107番地1に定める[3]。
- 1938年（昭和13年）9月28日 - 役場位置を大字上砂見7番地ノ1に変更[4]。
- 1953年（昭和28年）7月1日 - 鳥取市に編入。同日神戸村廃止[5]。

## 行政

### 歴代村長
- 有田虎蔵 - 田村亀蔵 - 西村長太郎 - 牛尾清太郎 - 有田文蔵 - 懸樋保信 - 小山政右衛門 - 山田正雄[1]

## 教育
- 神戸小学校（後に鳥取市立神戸小学校となり、現在は鳥取市立江山学園）
- 神戸中学校（後の鳥取市立神戸中学校、統合により鳥取市立江山中学校となり現在は鳥取市立江山学園）